# Алёхин, Андрей Петрович
Андрей Петрович Алёхин (род. 1962) — русский художник. Заслуженный художник России (2019).

## Биография
Родился 3 апреля 1962 года в городе Кировграде Свердловской области. Когда ему было 2 года, семья переехала в город Рыбинск. В 13 лет поступил в детскую художественную школу. В 1984 году окончил художественно-графический факультет Костромского пединститута (руководитель — профессор А. П. Белых).

## Творческая деятельность
Постоянный участник областных, зональных и персональных выставок начиная с 1984 года. Член Союза художников России с 1991 года. Член Ревизионной комиссии Костромского отделения Союза художников России.
Андрей Алёхин — яркий представитель так называемой Русской школы реалистической живописи. Художник долгое время жил в деревне, что оказало большое влияние на его творчество.  Основные темы его работ — северная деревня, простой и суровый крестьянский быт. Большая часть картин художника написаны с натуры в Архангельской области, у Белого моря, в деревнях и сёлах Костромской и Вологодской областей.
Персональная выставка прошла в 1999 году в Швейцарии.
За серию работ о русском Севере Алёхину  в 2008 году возрождённым Союзом русских художников была присуждена Премия им. А. А. Пластова. Он стал её первым лауреатом.
Многие работы Андрея Алёхина находятся в частных коллекциях  России, Германии, Франции, Бельгии и Японии.

## Награды и премии
- Премия им. А. А. Пластова Союза художников России (2008) — за серию работ о русском Севере,
- Почетная грамота Министерства культуры (2010) —  за вклад в развитие культуры.

## Галерея

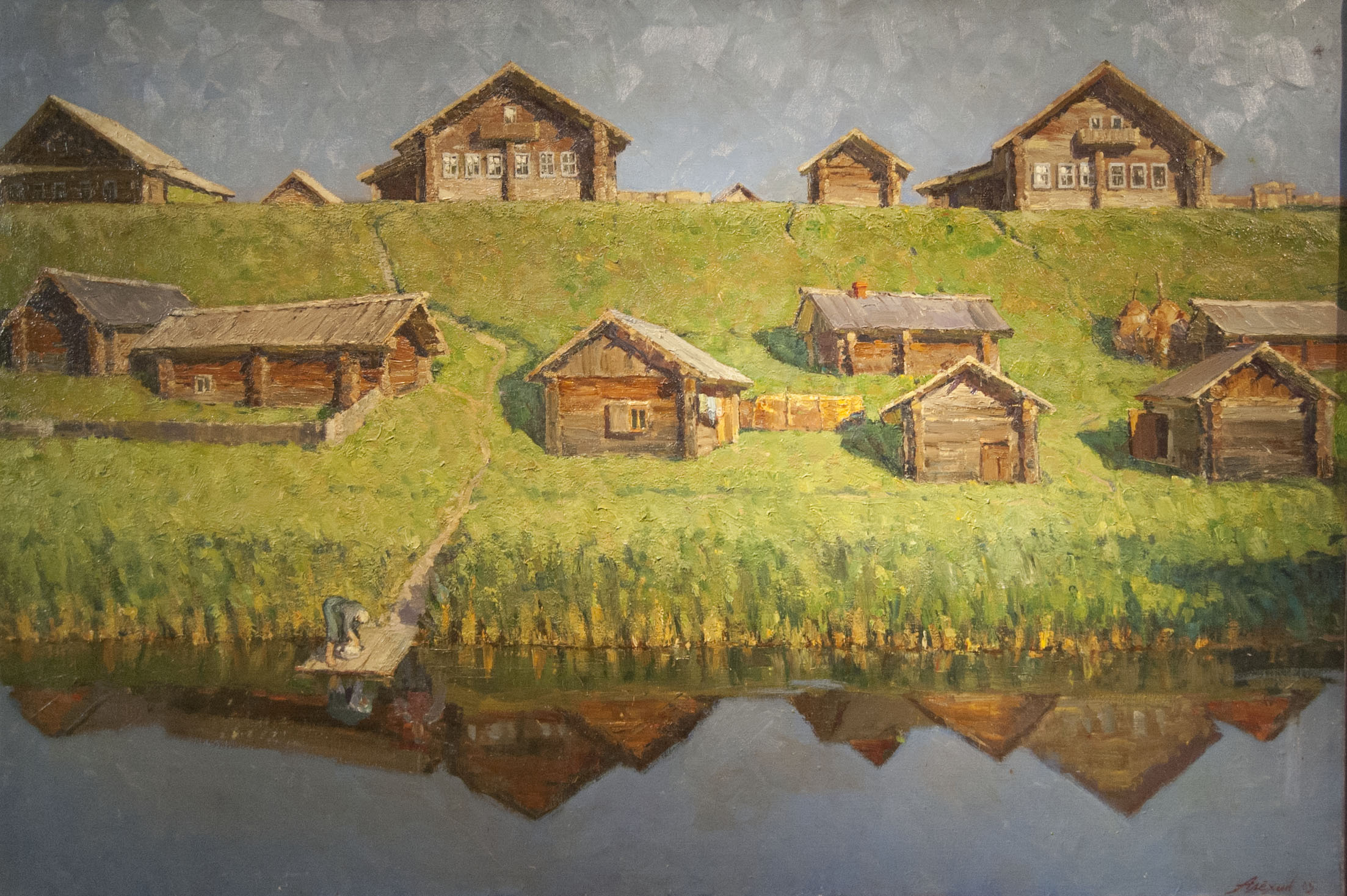
Печенга. 2005.
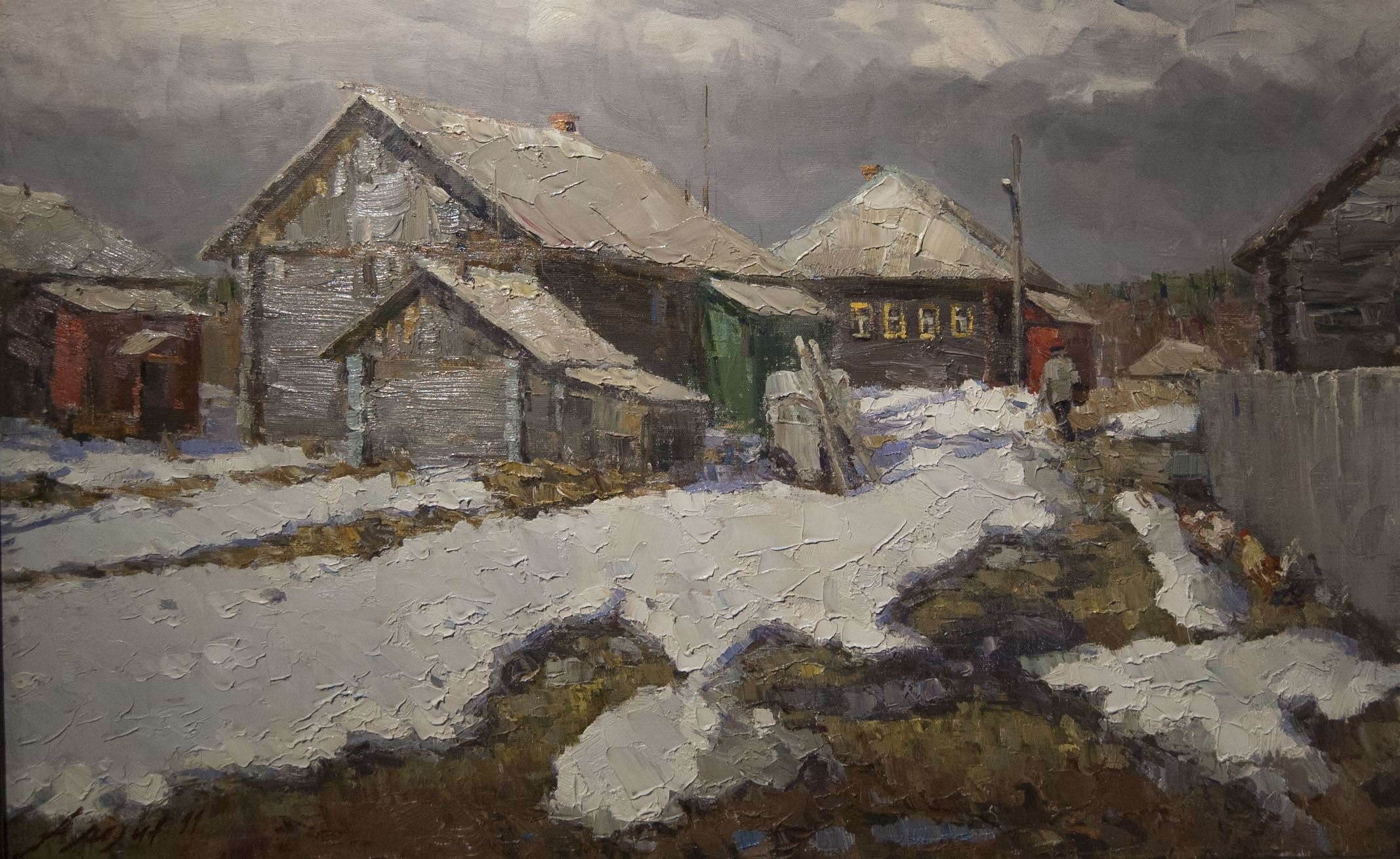
Ямково. Последний снег. 2011.
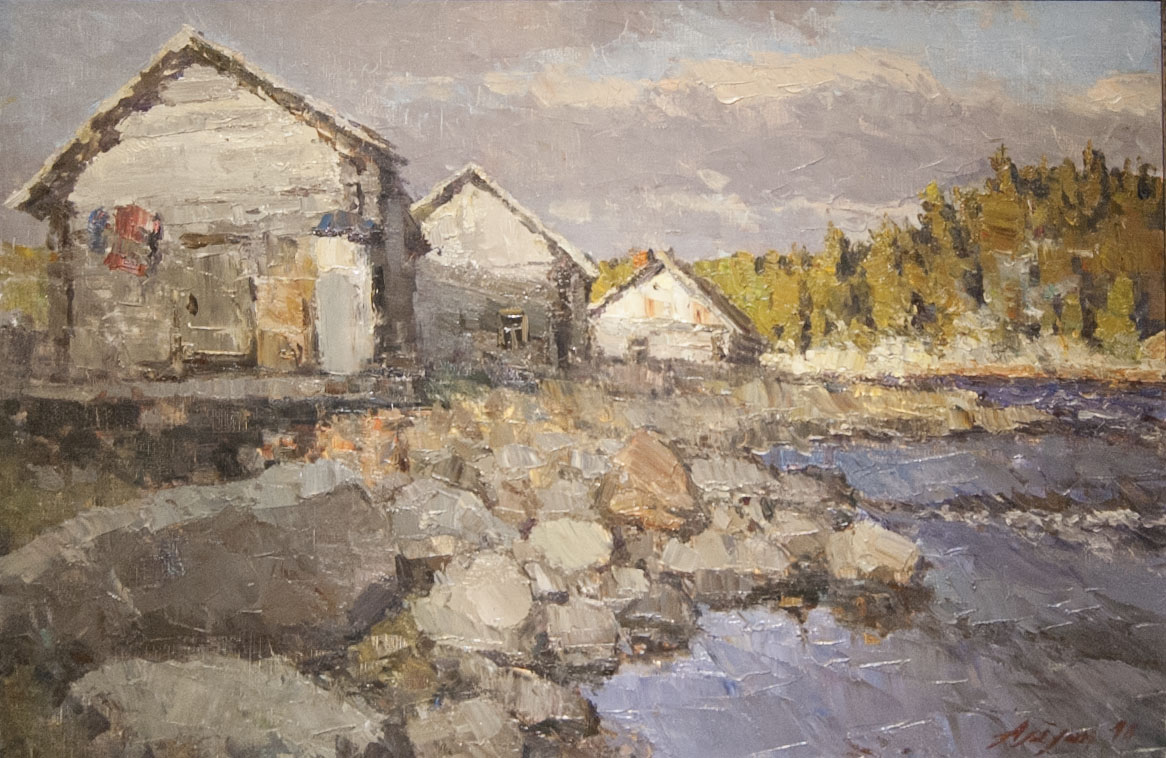
Банька в Умбе. 2010.
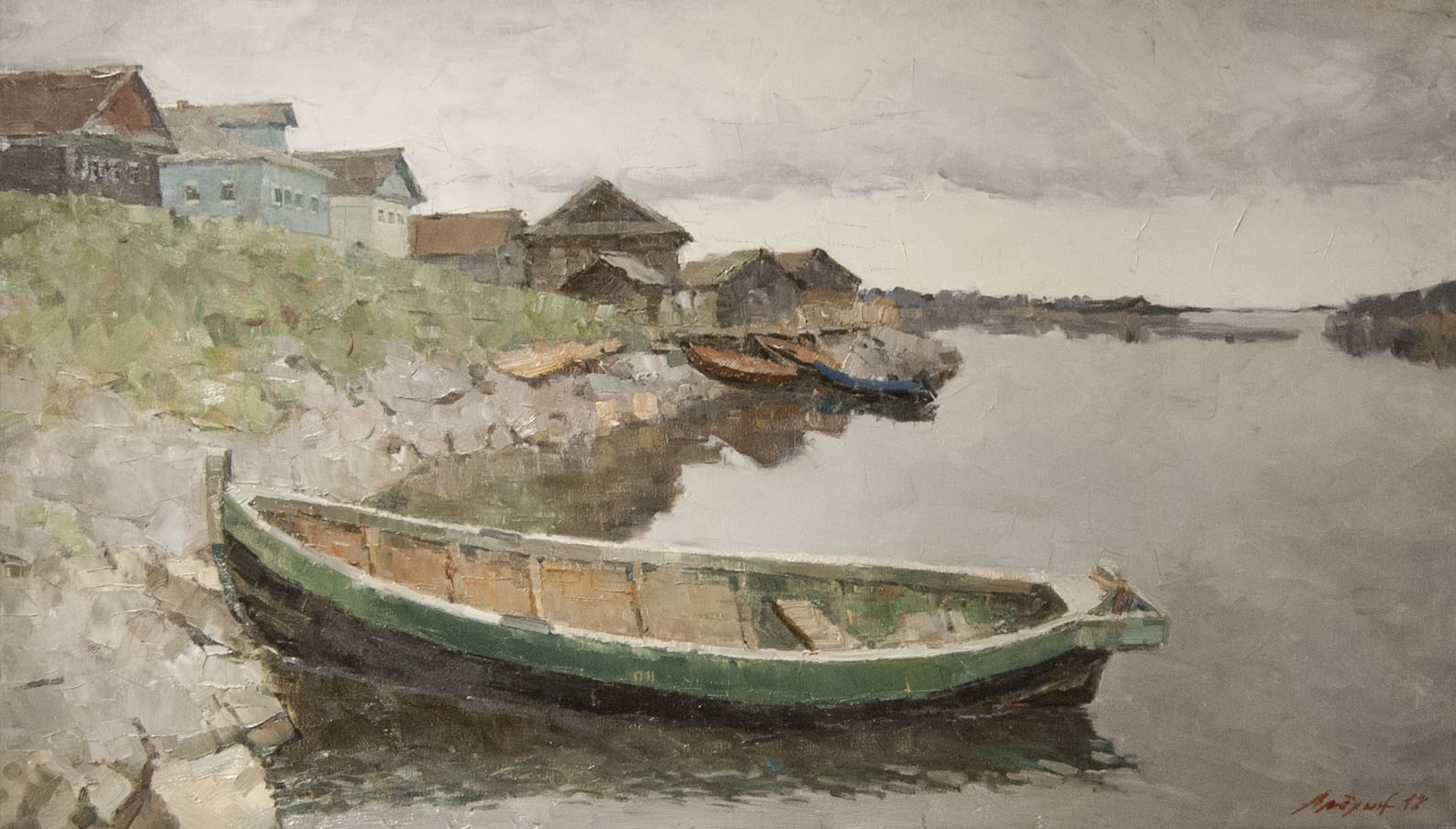
Карбас. 2012.
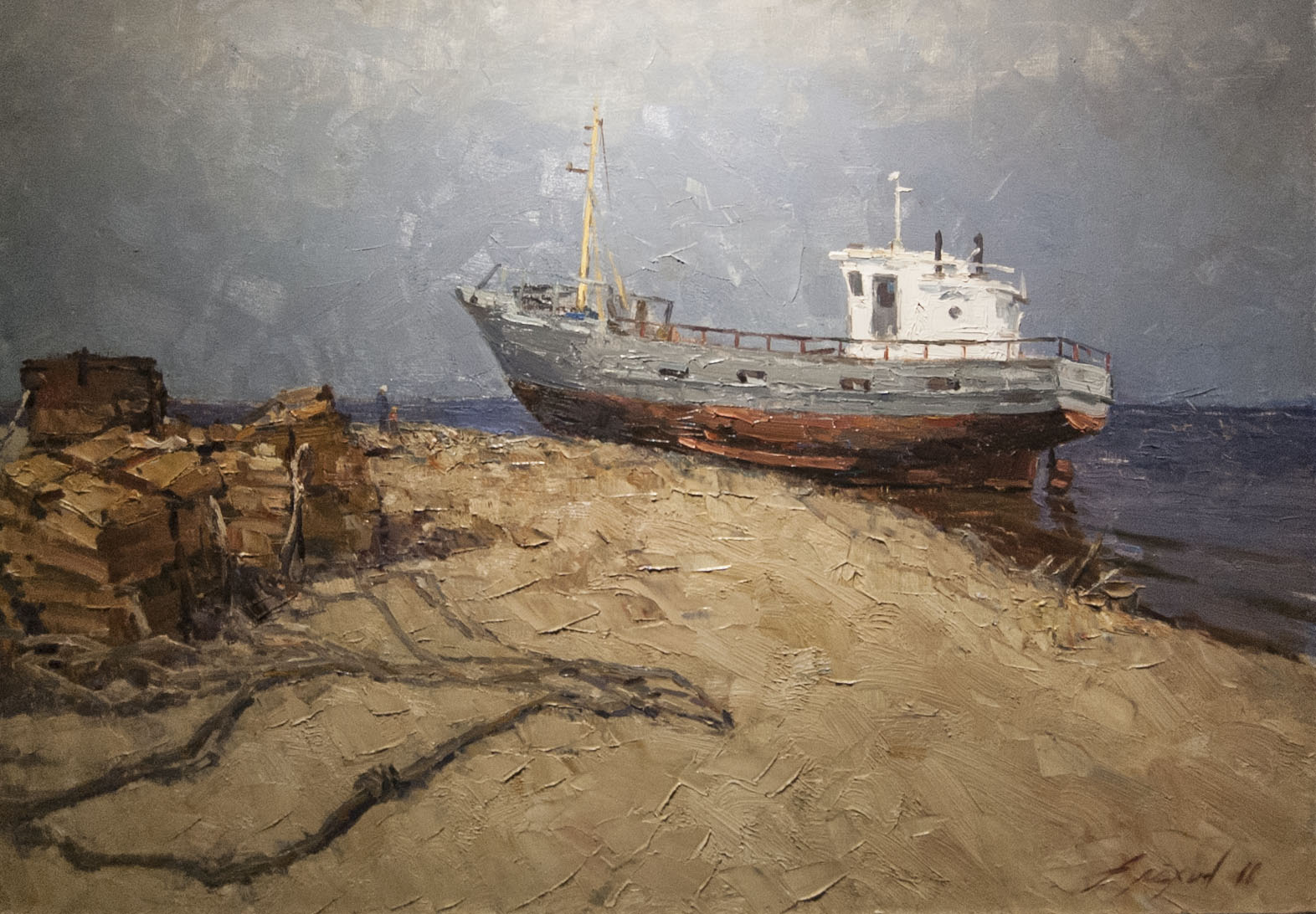
Баркас на море. 2010.
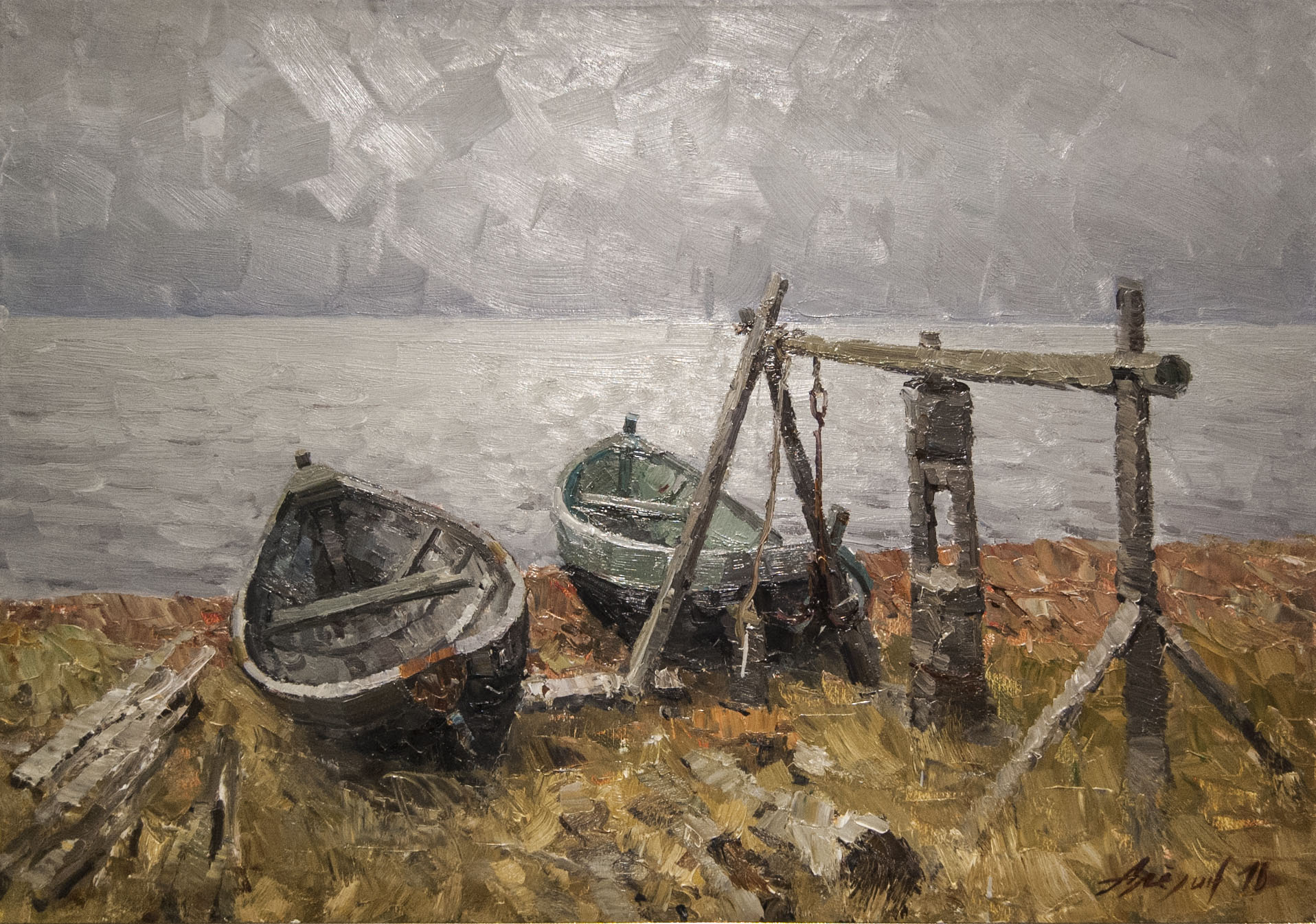
Карбасы. 2010.